# Каролина Гессен-Гомбургская
Каролина Гессен-Гомбургская (нем. Karoline von Hessen-Homburg; 26 августа 1771, Гомбург — 20 июня 1854, Рудольштадт) — принцесса Гессен-Гомбургская, княгиня Шварцбург-Рудольштадтская.

## Биография
Каролина — дочь ландграфа Фридриха V и его супруги Каролины Гессен-Дармштадтской. Каролина получила простое, но основательное образование, в котором большое внимание уделялось благочестивому воспитанию.
21 июля 1791 года в Гомбурге Каролина вышла замуж за князя Шварцбург-Рудольштадта Людвига Фридриха II. Каролина оказывала большое влияние на художественную жизнь в резиденции. Вечер накануне битвы при Заальфельде принц Луи Фердинанд провёл в княжеской семье, о чём княгиня сделала запись в своём дневнике.
После смерти супруга в 1807 году Каролина стала регентом при своём несовершеннолетнем сыне Фридрихе Гюнтере. В 1813 году она вышла из Рейнского союза. Достигший в 1814 году совершеннолетия сын не демонстрировал интереса к управлению государством. Поэтому Каролина де-факто оставалась правительницей Шварцбург-Рудольштадта вплоть до своей смерти. В 1816 году была принята конституция княжества, а в 1835 году Шварцбург-Рудольштадт вступил в Германский таможенный союз.
Каролина Гессен-Гомбургская была знакома с Гёте, Шиллером и Вильгельмом Гумбольдтом и состояла с ними в оживлённой переписке. Гумбольдт называл Каролину «женщиной, каких редко встретишь».

## Потомки
- Цецилия (1792—1793)
- Фридрих Гюнтер (1793—1867), князь Шварцбург-Рудольштадта, женат на принцессе Августе Ангальт-Дессауской (1793—1854), затем в морганатическом браке на графине Хелене фон Рейне (1835—1860), затем в морганатическом браке на Марии Шульце (1840—1909), «графине Броккенбург»
- Текла (1795—1861), замужем за князем Отто Виктором Шёнбург-Вальденбургским (1785—1839)
- Каролина (1796)
- Альберт I (1798—1869), князь Шварцбург-Рудольштадта, женат на принцессе Августе Сольмс-Браунфельсской (1804—1865)
- Бернхард (1801—1816)
- Рудольф (1801—1808)